# Joseph Habib Hitti
Joseph Habib Hitti (ur. 30 września 1925 w Aitou, zm. 3 lutego 2022) – libański duchowny maronicki, w latach 1991-2001 ordynariusz eparchii św. Marona w Sydney i zarazem zwierzchnik Kościoła maronickiego w Australii.

## Życiorys
Święcenia kapłańskie 24 marca 1951. 23 listopada 1990 został mianowany maronickim eparchą (biskupem) Sydney. Sakry udzielił mu osobiście papież Jan Paweł II w dniu 6 stycznia 1991. Ingres eparchy do katedry maronickiej w Sydney odbył się 4 marca 1991. We wrześniu 2000 osiągnął biskupi wiek emerytalny (75 lat), jednak jego posługa została przedłużona o ponad rok, do 26 października 2001. Od tego czasu pozostaje biskupem seniorem eparchii.